# Xe thể thao đa dụng
Xe thể thao đa dụng, hay xe SUV (viết tắt từ tiếng Anh Sport Utility Vehicle) là một loại xe dành cho gia đình với khung xe là khung xe tải. Loại xe này rất được chuộng bắt đầu từ Mỹ và sau đó lan truyền qua châu Âu và các nước khác. 

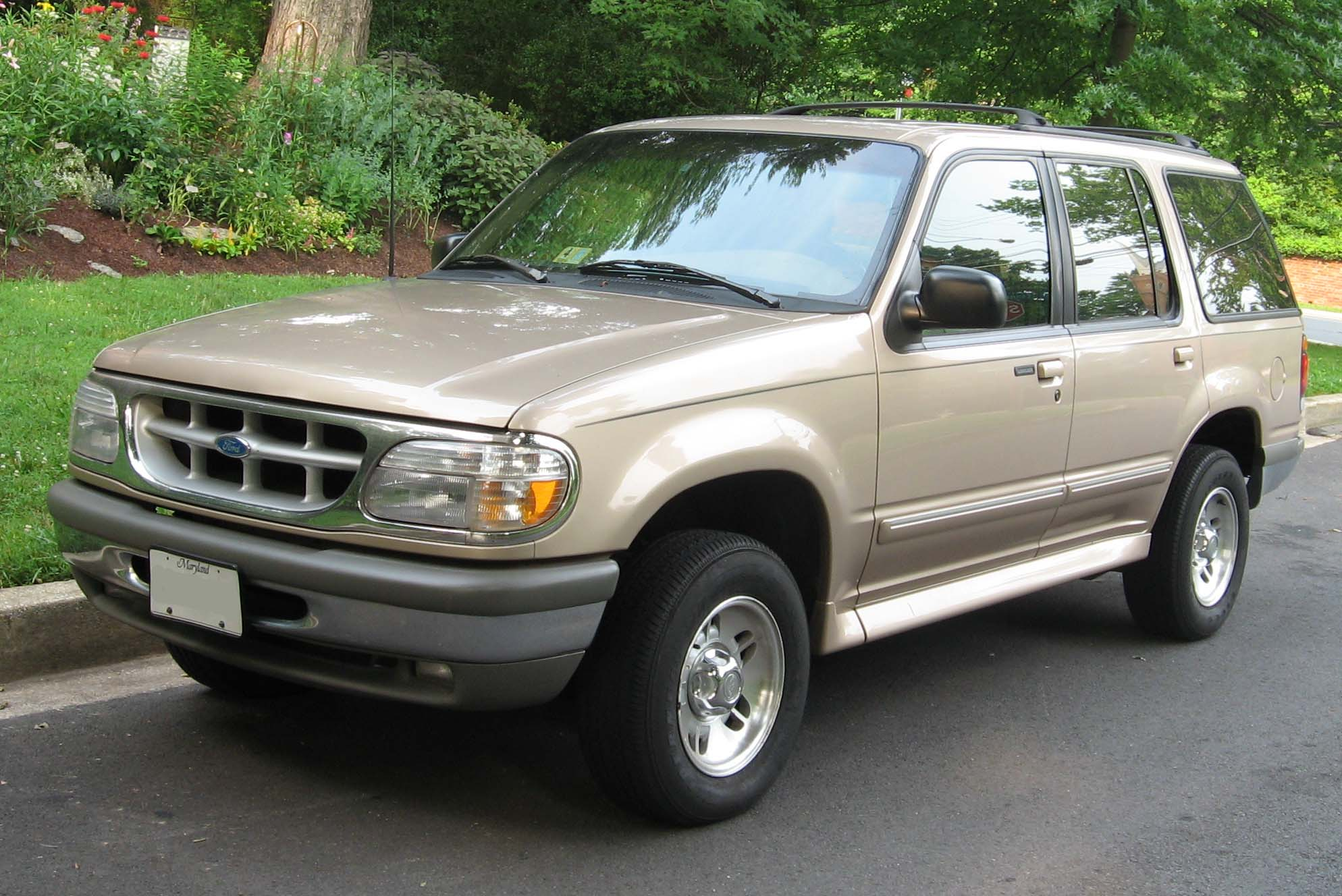
Ford Explorer 1995 - 1998

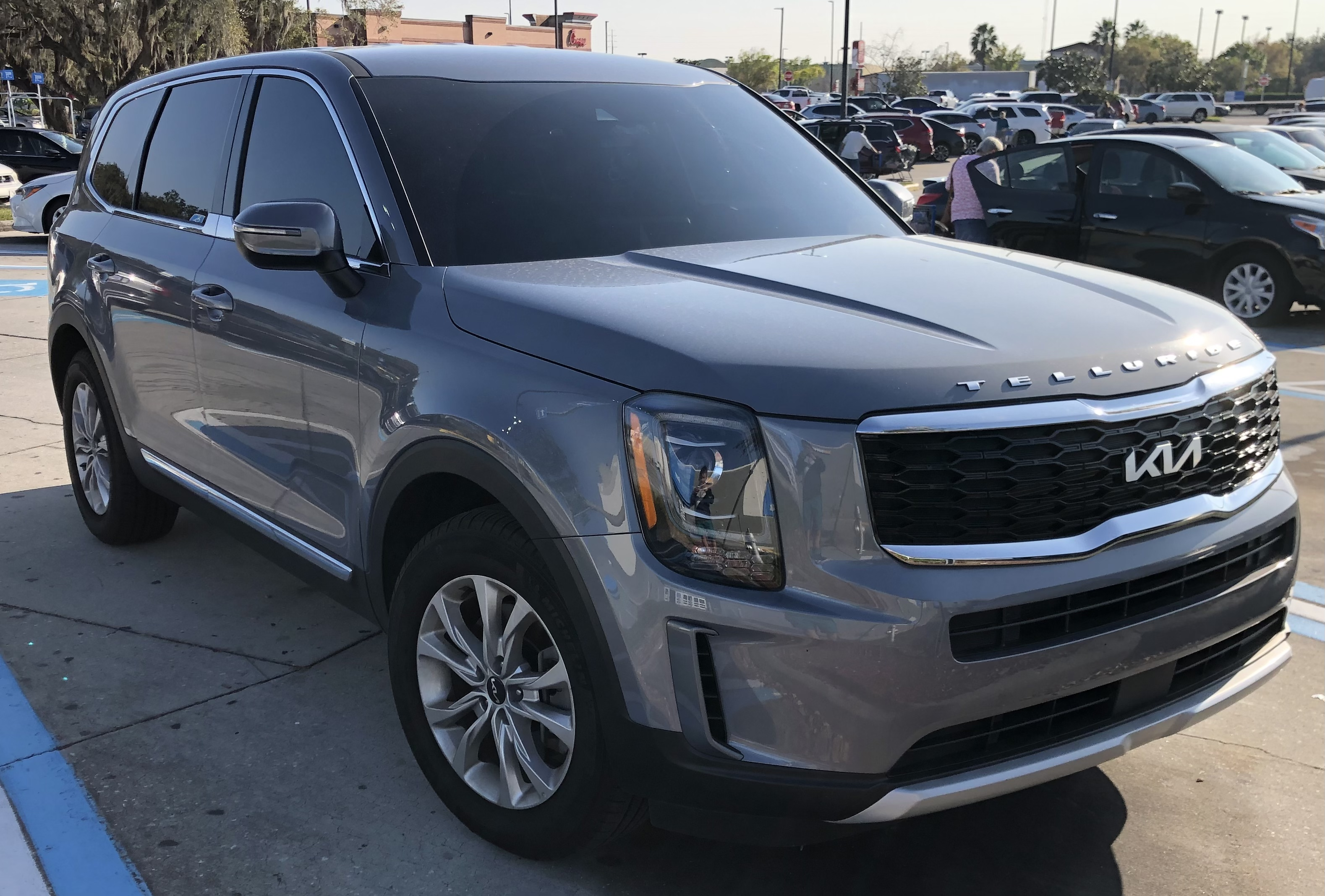
SUV crossover cỡ trung Kia Telluride đời 2022

Người tiêu dùng ưa chuộng xe SUV bởi những đặc điểm sau: 
- Xe cao, đi được nhiều địa hình phức tạp, không gian bên trong rộng rãi nên chở được nhiều người và vật dụng, dáng xe chắc chắn giống xe 2 cầu (4x4), khối lượng xe lớn tạo cảm giác an toàn

Nhiều xe thể thao đa dụng là xe 2 cầu. Song, lưu ý là không phải mọi xe 2 cầu đều là xe thể thao đa dụng. Tuy với những ưu điểm như vậy, loại xe này cũng là một loại xe gây ô nhiễm môi trường khá là lớn.